# Renata Ceribelli
Renata Ceribelli (São José do Rio Preto, 7 de abril de 1965) é uma jornalista e apresentadora de televisão brasileira.

## Biografia
Formada pela Pontifícia Universidade Católica de Campinas (PUC-Campinas), é prima do apresentador Amaury Jr.
Iniciou a carreira na EPTV Campinas em 1985. Após trabalhar no SBT, Ceribelli teve destaque como apresentadora do programa Vitrine, da TV Cultura, de São Paulo, no início da década de 1990. Já na TV Globo trabalhou como repórter do Vídeo Show de 1993 a 1998, e atualmente é conhecida por seu trabalho no programa Fantástico.
Em 1 de dezembro de 2011 Patrícia Poeta foi anunciada como nova âncora do Jornal Nacional, deixando o posto oficial do Fantástico para Ceribelli.
Em julho de 2013 separou-se do advogado Gustavo Brigagão após casamento de nove anos.
Renata é prima da também jornalista e apresentadora de TV Mylena Ciribelli, apesar da diferença de grafia de seus sobrenomes.
No dia 29 de setembro de 2013, Renata Ceribelli deixa de apresentar o Fantástico para ser substituída por Renata Vasconcellos, passando então a ser repórter correspondente em Nova York.

## Filmografia

### Televisão
| Ano       | Título                   | Papel                      | Notas       | Ref.  |
| --------- | ------------------------ | -------------------------- | ----------- | ----- |
| 1993–1998 | Vídeo Show               | Repórter                   |             |       |
| 1999–2013 | Fantástico               | Repórter                   |             |       |
| 2011-2013 | Fantástico               | Apresentadora              |             |       |
| 2021      | The Masked Singer Brasil | Brigadeiro (2.ª eliminada) | Temporada 1 | [ 9 ] |

## Premiações
- Prêmio Vladimir Herzog - 1987 - 'Heróis da Resistência, Injustiça e Perigo: Menores Trabalhando'[10]